# Hans Barkhausen
Hans Barkhausen (* 29. Oktober 1906 in München; † 14. Dezember 1999 in Koblenz; eigentlich Hanswolf Barkhausen-Büsing) war ein deutscher Film-Archivar und Publizist, der sich mit filmhistorischen Themen beschäftigte.

## Leben
Der Sohn eines Kunsthändlers und der Malerin und Drehbuchautorin Hermanna Barkhausen verließ das Realgymnasium nach der Obersekunda. Er beteiligte sich am Hitlerputsch, was ihm eine Haftstrafe von drei Tagen einbrachte.
Von 1924 bis 1928 arbeitete er als kaufmännischer Volontär und später als Disponent bei der Nordwolle in Bremen. 1928 ging er nach Berlin und wurde 1931 Angestellter bei der Ufa-Theaterbetriebsgemeinschaft. Zu seinen Aufgaben gehörte unter anderem die Tonsteuerung bei den Proben für die Uraufführungen von Filmen.
Zum 1. Mai 1933 trat er der NSDAP bei (Mitgliedsnummer 2.596.749). 1934 wurde er Filmreferent beim Chef des Ausbildungswesens der Partei. Am 1. April 1935 wechselte er in das Propagandaministerium, wo er Film-Referent beim Propagandaausschuss für die Olympischen Spiele wurde. In dieser Funktion inszenierte er zwei kurze Olympia-Werbefilme und führte Interviews für die Wochenschau.
1937 sichtete und katalogisierte er verbotene Filme nach Stab, Besetzung und Inhalt. Ab April 1938 arbeitete er als Referent und Abteilungsleiter  im Reichsfilmarchiv und katalogisierte ab 1941 etwa 1.500 ausländische Filme. Am 11. November 1943 wurde er zum Kriegsdienst eingezogen und kehrte nicht mehr ins Reichsfilmarchiv zurück. Ab Sommer 1944 bei einer Flak-Abteilung in Augsburg eingesetzt.
Nach Kriegsende lebte er in Hameln und schrieb Zeitungsartikel besonders zu regionalen Themen. 1947 verfasste er seinen ersten größeren Filmartikel Das Unwirkliche im Film über den expressionistischen Film der 1920er Jahre. 1948 übernahm er die Kreisredaktion für die britisch lizenzierte Landeszeitung in Winsen (Luhe). Er schrieb Filmkritiken und Theaterkritiken zu den Aufführungen am Deutschen Schauspielhaus in Hamburg.
1950 wurde er Redakteur beim Winsener Anzeiger, 1958 ernannte man ihn zum Referenten der Filmabteilung im Bundesarchiv Koblenz. Sein Hauptanliegen war die Rückführung der von den USA nach 1945 beschlagnahmten Filme. Bei seinen USA-Aufenthalten sichtete Barkhausen in amerikanischen Archiven etwa 7.000 Filme, die er aufgrund eines neuen US-Gesetzes ab 1964 in die Bundesrepublik zurückführen konnte.
Nachdem ihm 1958 zwei Mitarbeiter zur Verfügung gestanden hatten, war sein Referat bis zu seinem Ausscheiden aus Altersgründen im Jahr 1972 auf 40 Mitglieder angewachsen. Barkhausen, Vater von vier Kindern, publizierte danach noch mehrere Schriften zu filmhistorischen Themen.

## Auszeichnungen
- 1989: Filmband in Gold für langjähriges und hervorragendes Wirken im deutschen Film

## Schriften
- 1947: Das Unwirkliche im Film, in: Dionysios, Berlin
- 1947: Der deutsche Film im Ausland, in: Filmpost, Frankfurt
- 1947: Splendide Filmwirtschaft im 3. Reich, in: Hamburger Echo, 16. September 1947
- 1960: Zur Geschichte des ehemaligen Reichsfilmarchivs. Gründung, Aufbau, Arbeitsweise, in: Der Archivar, Nr. 1, April 1960, Sp. 1–14
- 1966: Nitrofilm ist gefährlich, in: Der Archivar, Nr. 1, Februar 1966, Sp. 125–127
- 1966: Deutsche Filme in den USA. Rückführung im Austausch, in: Der Archivar, Nr. 3, Juli 1966, Sp. 259–264
- 1973: Kinemathek – ein Berliner Stiefkind, in: Neue Zürcher Zeitung, 16. Juni 1973
- 1974: Sechzig Jahre deutsche Filmwochenschau, in: Neue Zürcher Zeitung, 4. Oktober 1974
- 1974: Die Ufa im 3. Reich, in epd Kirche und Film
- 1978: Verbleib von Dokumentar- und Propagandafilmen der deutschen Arbeiterbewegung vor 1933, in: Der Archivar, Nr. 2, Mai 1978, Sp. 221–224
- 1982: Filmpropaganda für Deutschland im Ersten und Zweiten Weltkrieg, Hildesheim, Zürich, New York: Olms, 290 S.

## Filmografie
- 1934: Laufendes, marschierendes Volk (Kurz-Dokumentarfilm; Aufnahmeleitung)
- 1935: Sonne und Schnee über Deutschland (Kurz-Dokumentarfilm; Regie?)
- 1935: Die Glocke ruft (Kurz-Dokumentarfilm; Regie?)
- 1936: Kleine Weltreise durch Berlin (Kurz-Dokumentarfilm; Regie, Drehbuch)
- 1937: Tante Inges Garten (Kurz-Dokumentarfilm; Produktions-Assistenz)